# Robert Carmody
Robert Carmody (n. 4 septembrie 1938, New York City, New York, SUA – d. 27 octombrie 1967, Sài Gòn, Vietnamul de Sud) a fost un boxer ce a reprezentat Statele Unite ale Americii, medaliat olimpic. A participat la o ediție a Jocurilor Olimpice (1964) în care a câștigat o medalie de bronz.

## Participări
Lista de mai jos prezintă principalele competiții la care a participat Robert Carmody de-a lungul carierei.
- boxing at the 1964 Summer Olympics – flyweight[*]